# 도모리 기이치
도모리 기이치(일본어: 友利 貴一, 1991년 4월 22일 ~ )는 일본의 전 축구 선수이다.

## 구단 경력
과거 FC 류큐에서 활동하였다.